# Motoyama (metropolitana di Nagoya)
Motoyama (本山駅?, Motoyama-eki) è una stazione della metropolitana di Nagoya situata nel quartiere di Chikusa-ku, nel centro di Nagoya ed è servita dalla linea Higashiyama.

## Linee
Metropolitana di Nagoya
 Linea Higashiyama
 Linea Meijō

## Struttura
La stazione, sotterranea, funge da interscambio per le linee Higashiyama, che corre da est a ovest, e Meijō da nord a sud. Quest'ultima si trova nel punto più basso, a circa 23 metri sotto il livello del terreno. La linea Higashiyama possiede due marciapiedi laterali, e la linea Meijō una banchina a isola.
| 1 | Linea Higashiyama | per Higashiyama Kōen e Fujigaoka                     |
| 2 | Linea Higashiyama | per Chikusa, Sakae, Nagoya, Nakamura Kōen e Takabata |
| 3 | Linea Meijō       | per Ōzone e Municipio                                |
| 4 | Linea Meijō       | per Yagoto, Aratama-bashi e Kanayama                 |

## Stazioni adiacenti
| «                 | Servizio          | »                 |
| Linea Higashiyama | Linea Higashiyama | Linea Higashiyama |
| ----------------- | ----------------- | ----------------- |
| Kakuōzan          | -                 | Higashiyama Kōen  |
| Linea Meijō       |                   |                   |
| Jiyūgaoka         | -                 | Nagoya Daigaku    |